# Andrei Sergejewitsch Markow
Andrei Sergejewitsch Markow (russisch Андрей Сергеевич Марков; * 24. Januar 1980 in Moskau) ist ein früherer russischer Bogenbiathlet und der erfolgreichste Vertreter dieser Sportart bei Weltmeisterschaften mit 12 Titeln sowie im Weltcup mit zwei Gesamtsiegen.
Andrei Markow begann seine erfolgreiche internationale Karriere bei den Bogenbiathlon-Weltmeisterschaften 2001 in Pokljuka, wo er den Titel im Einzel, im Massenstart sowie mit Iwan Maslennikow, Maxim Menschikow und Wladimir Fomitschow im Staffelrennen gewann und hinter Alberto Peracino und Jurij Dmytrenko Dritter im Verfolgungsrennen wurde. 2002 gewann er in Ruhpolding die Titel in Sprint, Verfolgung und mit Michail Woronin, Maslennikow und Igor Samoilow im Staffelrennen. Hinzu kam der Gewinn der Silbermedaillen im Massenstart hinter Woronin und im Einzel hinter Samoilow. In Krün wurde er 2003 zunächst hinter Andrej Zupan Zweiter im Sprint und gewann anschließend das Verfolgungsrennen. Auch das Massenstartrennen und den Titel mit der Staffel konnte Markov gewinnen. Zudem gewann er den Gesamtweltcup, wie auch in der folgenden Saison 2004. Auch die Weltmeisterschaft 2004 in Pokljuka brachte mit Gold im Sprint, dem Verfolgungsrennen und an der Seite von Maslennikow, Samoilow und Igor Borissow im Staffelrennen große Erfolge. Einzig im Massenstart erreichte er als 12. aufgrund von sieben Schießfehlern ein weniger gutes Resultat. Die drei Titelgewinne in Folge, die er im Verfolgungsrennen erreicht hatte, gelangen weder zuvor noch danach einem anderen Bogenbiathleten in einem Einzelwettbewerb. 2005 wurde Markow hinter Borisow nochmals Zweiter der Weltcup-Gesamtwertung. 
2004 gewann Markow in Berlin beim ersten Europacup im Bogenlaufen die Silbermedaille und siegte bei den Rollski-Bogenbiathlonmeisterschaften im russischen Ischewsk. 2006 erreichte er Platz zwei bei den offenen Niederländischen Meisterschaften im Bogenlaufen.
Andrei Markow lebt in Chanty-Mansijsk und ist Trainer der Regionalauswahlen des Autonomen Kreises der Chanten und Mansen/Jugra im Bogenbiathlon und im Bogenschießen. Im Dezember 2009 wurde er zum Leiter der Biathlonwettkämpfe der Olympischen Winterspiele 2014 in Sotschi ernannt.